# Shogo Fujimaki
Shogo Fujimaki (藤牧 祥吾 Fujimaki Shogo?), född 13 juni 1989 i Mie prefektur, är en japansk fotbollsspelare.
Fujimaki började sin karriär 2012 i Ventforet Kofu. Efter Ventforet Kofu spelade han för Fujieda MYFC, Gainare Tottori, Vonds Ichihara och Veertien Mie.